# Flessau
Flessau este o comună din landul Saxonia-Anhalt, Germania.